# Fernando Brambila
Fernando Brambila (en italiano: Ferdinando Brambilla) (Cassano d'Adda, 12 de febrero de 1763-Madrid, 23 de enero de 1834) fue un pintor italiano afincado en España, que trabajó para la Corona española.

## Biografía
Nacido en Cassano d'Adda (Lombardía) en 1763, hijo de Francisco Brambila (Carlo Francesco Brambilla) y de Antonia Ferrari, tuvo tres hermanos, José, Domingo y María (Marianna). Su sobrino, Giuseppe Legnani, le describe como de mediana estatura, moreno y de ojos muy vivos. Desde muy joven se dedica a la pintura y ejerce como pintor en Milán. Aprendió con Giocondo Albertolli (1742-1839) en la Scuola d’Ornamenti milanesa y después en la Academia de Brera. Brambila está muy influenciado, como tantos otros pintores de la época, por la técnica del pintor francés Vernet (1714-1789). El estilo de su pintura es muy académico y manifiesta un magnífico dominio de la perspectiva.
Estaba trabajado en buenos diseños de escenarios para el Teatro de La Scala (1788-1790) cuando los condes (Paolo de) Greppi y Melzi d'Eril, por encargo del gobierno de España, le proponen incorporarse a la expedición científica dirigida por Alejandro Malaspina (1789-1794) en calidad de pintor (fines de marzo de 1791). Brambila fue contratado junto con Juan Ravenet (Giovanni Ravenet), pintor parmesano, por la renuncia de Blas Martin. En abril del 1791, emprenden viaje para contactar con la expedición: de Milán a Génova en compañía de su colega Ravenet, luego Barcelona. Desde ahí van a Madrid y La Coruña, donde embarcan en la fragata correo El Cortés para América. Tras pasar por La Habana, llegan a Veracruz. Desde el puerto salen para México y Acapulco, donde se encuentran las dos corbetas de la expedición. A su paso dejan obras con las vistas de Méjico y Acapulco. El naturalista Antonio Pineda da testimonio de que Brambila, al parecer, dibuja también las antigüedades aztecas aunque esos dibujos nunca se han encontrado.
La presencia de ambos pintores satisfizo a Malaspina porque sustituían a otros dos que renunciaron. Brambila pinta vistas de los puertos y ciudades más importantes visitadas por la corbeta Atrevida. Son panorámicas que proporcionan una información precisa y amplia sobre la situación, sistema de defensas, monumentos, etc. de la bahía de Humatac, en Guam o Guajan, Islas Marianas; de Palapa, Sorsogón, Manila, Zamboangan, en Filipinas; Macao, en China; Sydney, Parramatta, en Australia; Vavao, en las islas Fiyi; Lima, en el Virreinato del Perú; y Buenos Aires y Montevideo, en el Virreinato de la Plata. Este material es básico para cualquier estudioso interesado en conocer la vida y estado de aquellas ciudades en las postrimerías del siglo de las Luces. 
Brambila retorna junto con Ravenet (1795), y permanece en España trabajando en su oficio por el que recibe una paga de 27 000 reales anuales, según lo acordado con Malaspina. Colaboró en la ejecución de grabados basados en sus pinturas, como preparación de la publicación de la memoria de la Expedición Malaspina. En atención a sus méritos y servicios, el catorce de abril de 1799, Fernando Brambila fue distinguido por Carlos IV con el título de «pintor arquitecto y adornista de su Real Cámara», con el mismo sueldo que disfrutaba hasta entonces y con el encargo de continuar los trabajos de la expedición. En 1800 casa con Josefa (Giuseppina) Tami, y del matrimonio nace su única hija, Antonia Brambila (1802/8-1869), ya que Brambila enviudó joven. 
Con motivo de la exaltación del cardenal Luis María de Borbón a prelado del Arzobispado de Toledo, se encarga a Brambila una gran portada en arco triunfal para ser colocada en la Puerta del Perdón de la Catedral. Brambila solicita la colaboración de Gregorio Borghini y a su conclusión, el siete de febrero de 1801, valoran su trabajo en noventa mil reales. El precio pareció excesivo al canónigo y obrero mayor de la catedral, Francisco Pérez Sedano, que pidió dictamen a otros artistas que valoraron la obra a la baja. Por último se llamó al pintor de cámara del rey, entonces Francisco de Goya, que tasó la obra en cuarenta y cinco mil reales, justamente la mitad de lo solicitado. Brambila y Borghini perciben esta cantidad por su trabajo pero manifiestan airadamente su disconformidad.
En mayo de 1806 queda oficialmente liquidada la comisión para la que fueron contratados Brambila y Ravenet, fecha en que los pintores, entregaron a José Espinosa y Tello, director del Depósito Hidrográfico, todos sus dibujos en limpio de la expedición Malaspina.
Instaladas las  tropas napoleónicas en España desde fines de 1807, y desatada desde mayo de 1808 la oposición del pueblo español a la invasión francesa, Zaragoza sufre un Primer Sitio de los franceses, fallido pero que causó grandes destrozos en la ciudad. En octubre de 1808 Brambila acude a Zaragoza junto a Juan Gálvez, invitado por el general Palafox. En Zaragoza toma apuntes con los que elabora el testimonio gráfico de lo acontecido, reunido en la colección de grabados de la Ruina de Zaragoza (32 láminas). Los pintores vuelven a Madrid y, ante la inminente caída de la ciudad, marchan a Cádiz donde publicarán la serie (1812-1813).
Acabada la guerra, Brambila retorna a su cargo de pintor de cámara, ahora de Fernando VII. En 1814 es nombrado director de Perspectiva y del Adorno (1814) de la Real Academia de Bellas Artes de San Fernando. En 1815 es elegido académico de mérito. En 1817, la Academia publica su Tratado de principios elementales de perspectiva. Compagina su actividad en la academia con los servicios reales. En 1821 fue encargado de la pintura de una serie de vistas de los Reales Sitios (El Escorial, Aranjuez, Buen Retiro, Moncloa, La Isabela, Solán de Cabras, etc.) en las que trabajó hasta el final de sus días, todas ellas litografiadas en 1832. Dictó su testamento en Madrid el 18 de agosto de 1832 y falleció en 1834. Fue enterrado en el cementerio de San Martín, situado en la zona en la que residía.

## Obras
- Serie de dibujos y grabados de la Expedición Malaspina.
- Serie de grabados Ruinas de Zaragoza.
- Serie de cuadros Vistas de los Sitios Reales y Madrid.

## Galería de grabados y pinturas de Brambila

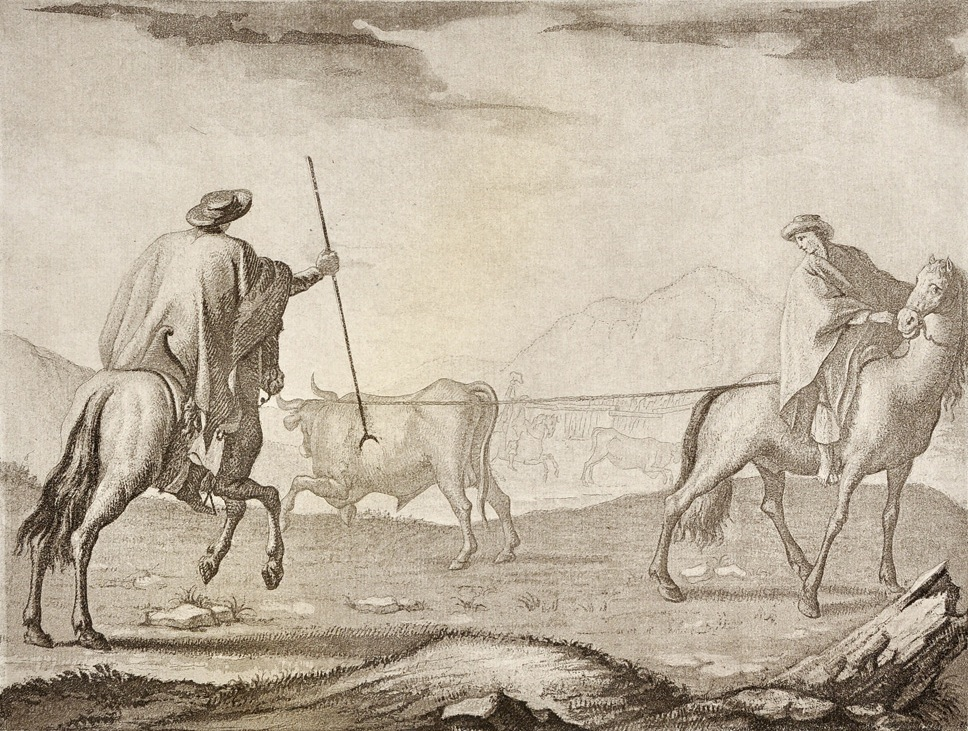
Enlazando ganado en Las Pampas
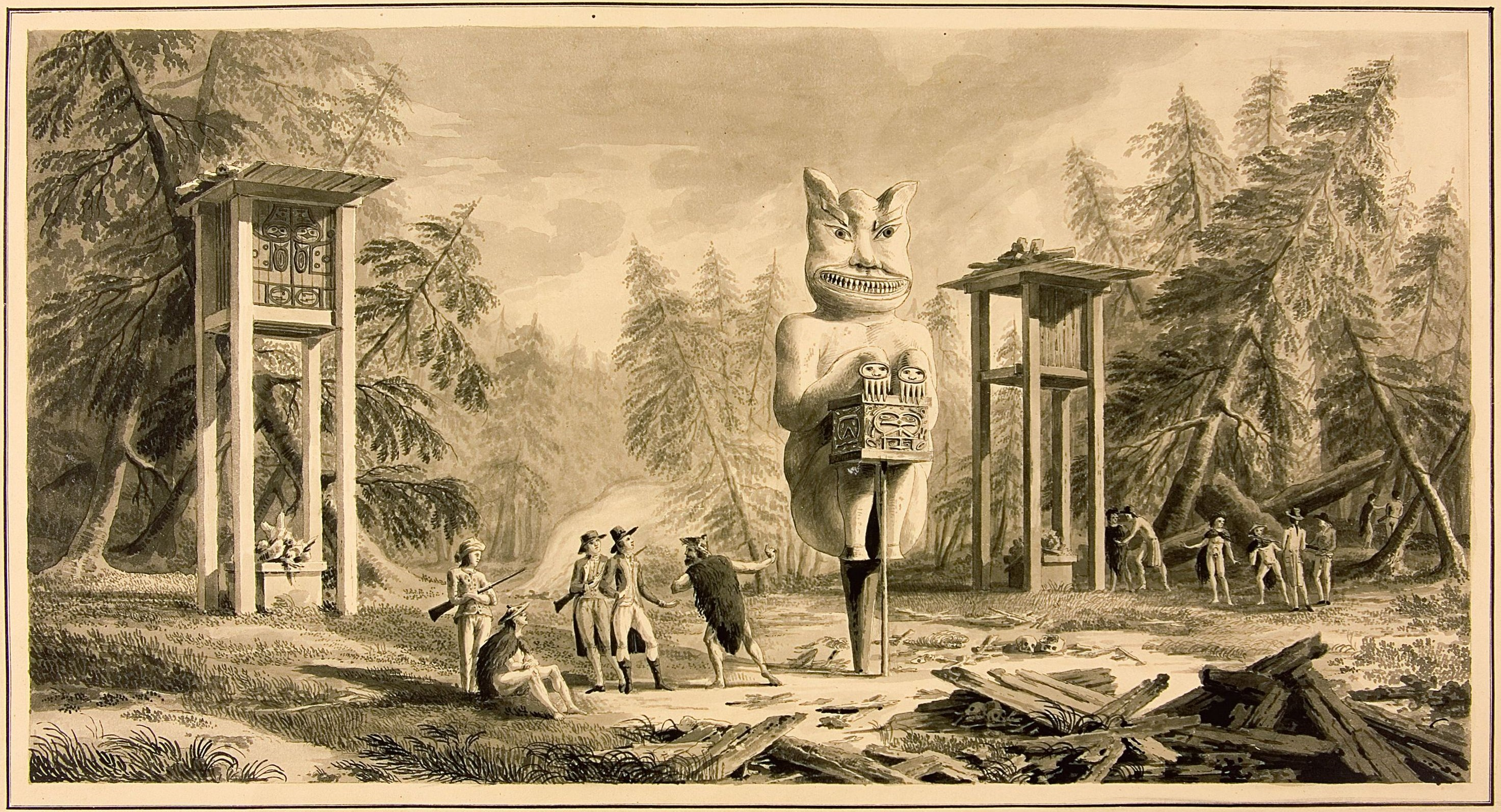
Pira y sepulcros del la familia del actual Ankau en el puerto de Mulgrave. Madrid, Museo Naval
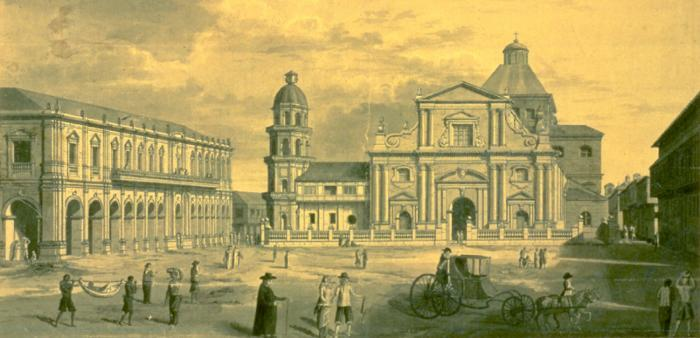
Catedral de Manila, Filipinas
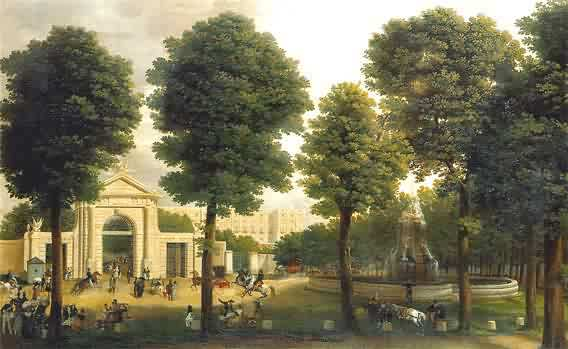
Vista de la Puerta de San Vicente, Madrid
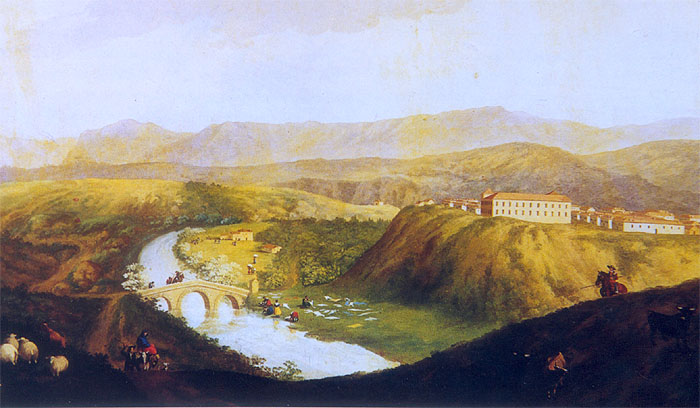
Vista del Real Sitio de La Isabela y Baños de Sacedón, Guadalajara
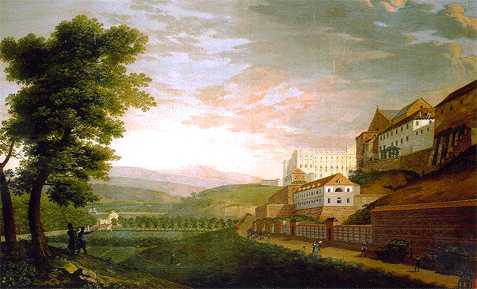
Vista de parte del Real Palacio desde la Cuesta de la Vega
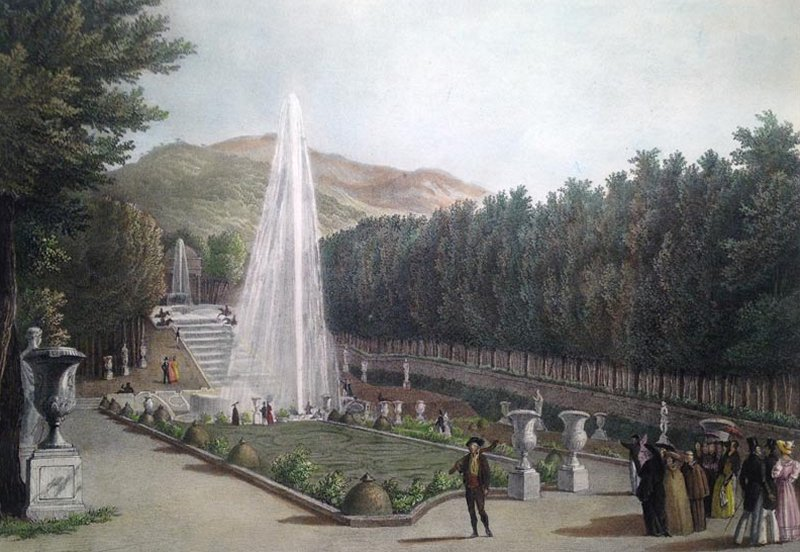
Cascada de La Granja
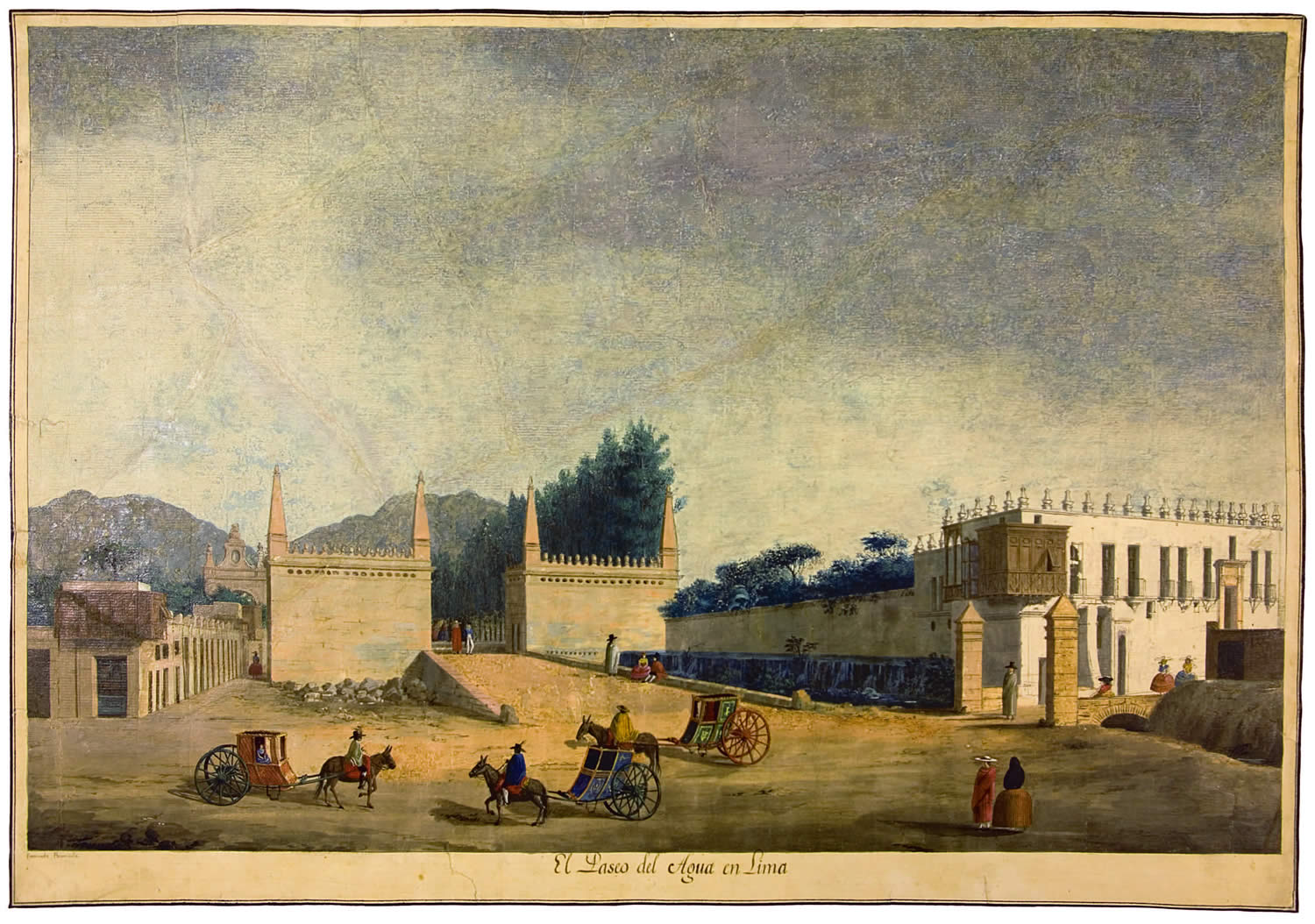
Paseo del Agua en el Rimac (Lima Perú)